# Programme des Nations unies pour les établissements humains
Le Programme des Nations unies pour les établissements humains (PNUEH), également appelé ONU-Habitat, est une agence spécialisée de l'Organisation des Nations unies (ONU), créée en 1977 et dont le siège est à Nairobi au Kenya. Son but est de promouvoir des villes de développement durable pour fournir des logements convenables pour toutes et tous.

## Historique
Le 8 mars 2021, le PNUEH ouvre un bureau au Maroc

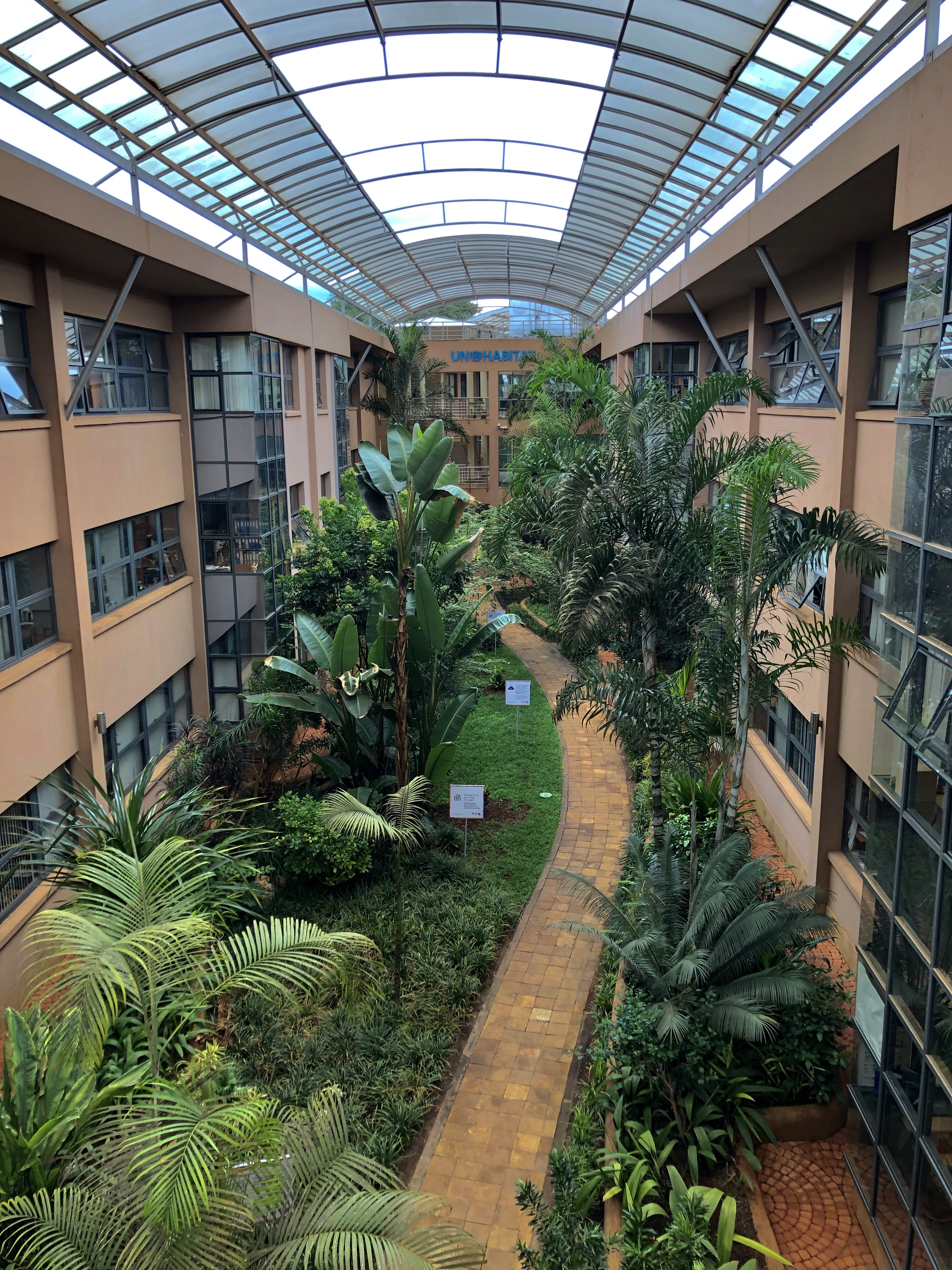
Siège de l'ONU-Habitat au Bureau des Nations unies à Nairobi en 2019.

## Liste des directeurs
- 2018- ... : Maimunah Mohd Sharif (Malaisie)[2]
- 2010-2017 : Joan Clos (Espagne)
- 2000-2010 : Anna Tibaijuka (Tanzanie)
- 1998-2000 : Klaus Toepfer
- 1997-1998 : Darshan Johal
- 1994-1997 : Wally N’Dow
- 1993-1994 : Elizabeth Dowdeswell
- 1978-1992 : Arcot Ramachandran[3]